# Ещрелско планинско куче
Ещрелското планинско куче (на португалски: Cão da Serra da Estrela) е порода кучета, използвана да охранява стада и домове в района на планината Ещрела в средна Португалия векове наред.

## Описание

### Космена покривка
Ещрелското планинско куче бива два типа. И двата имат козина, основана на текстурата на козята.
Дълга козина: Дебелият, леко заострен надкосъм е разположен близо до тялото и може да бъде прав или леко вълнист, но никога къдрав. Подкосъмът е много гъст и обикновено по-светло оцветен от надкосъма. Козината по предната част на краката и по главата обикновено е къса и мека. Дължината на козината по ушите е толкова, колкото е височината им от началото до върха. Космената покривка на врата, задницата, опашката и в задната част на краката, което създава „грива“ на врата, „бричове“ на задницата и задната част на краката и „перушина“ по опашката.
Къса козина: Надкосъмът е къса, гъста и леко заострена, с по-къс и гъст подкосъм. Всяка „перушина“ трябва да е в пропорции.

### Размери
Средната височина на мъжките индивиди е 65 – 72 см, а на женските – 62 – 68 см. Мъжките индивиди в добро работно състояние тежат в порядъка 40 – 50 кг, а женските в такова състояние – 30 – 40 кг.

### Характер
Ещрелските планински кучета много силно защитават към своята собственост, семейство и се отнасят добре с деца, но са много подозрителни към непознати и могат да бъдат агресивни в крайни обстоятелства.